# Liste des gouverneurs des provinces du Kirghizstan
Cette page dresse la liste des gouverneurs actuels des 9 provinces du Kirghizstan (7 provinces au sens strict et les villes de Bichkek et d’Och).

## Régions

### Batken
| Nom                     | de               | à                    |
| ----------------------- | ---------------- | -------------------- |
| Aimat Aibalaev          | 13 octobre 1999  | 19 novembre 2003     |
| Askarbek Shadiev        | Novembre 2003    | Janvier 2005         |
| Zamirbek Nurmukhambetov | 19 janvier 2005  | 29 janvier 2005      |
| Baratali Koshmatov      | 29 janvier 2005  | 24 mars 2005         |
| Suiltanbai Aijigitov    | 2005             | 11 janvier 2008,     |
| Maratbek Jumabekov      | 14 janvier 2008  | 10 décembre 2009     |
| Aytibay Tagayev         | 17 décembre 2009 | 8 avril 2010         |
| Suiltanbai Aijigitov    | 14 mai 2010      | 20 janvier 2011      |
| Arzybek Burkanov        | 20 janvier 2011  | 1er février 2012     |
| Jenish Razakov          | 1er février 2012 | Juin 2016            |
| Abish Halmurzaev        | 2016             | 1er avril 2019       |
| Akram Madumarov         | 1er avril 2019   | 12 février 2020      |
| Alisher Abdrahmanov     | 18 février 2020  | Octobre 2020         |
| Bakhtiyar Kalpaev       | 6 octobre 2020   | Régence non reconnue |
| Janybek Jalalov         | 17 octobre 2020  | 15 février 2021      |
| Omurbek Suvanaliev      | 15 février 2021  | 4 mai 2021           |
| Abdikarim Alimbaev      | 4 mai 2021       | actuel               |

### Jalalabad
| Nom                     | de               | à                   |
| ----------------------- | ---------------- | ------------------- |
| Bekmamat Osmonov        | 1992             | 1993                |
| Abdyzhapar Tagaev       | 1993             | 1995,               |
| Kourmanbek Bakiev       | 1995             | 1997                |
| Sultan Urmanaev         | 30 décembre 2001 | 9 avril 2002        |
| Jusupbek Sharipov       | 10 avril 2002    | Mars 2005           |
| Jusupbek Jeyenbekov     | 2005             | Janvier 2006        |
| Iskenderbek Aliyev      | 19 janvier 2006  | 27 novembre 2007    |
| Koshbai Masirov         | 27 novembre 2007 | 7 avril 2010        |
| Kamchybek Tashiev       | 7 avril 2010     | 16 avril 2010       |
| Bektur Asanov (intérim) | 16 avril 2010    | 19 avril 2010       |
| Paizulla Rahmonov       | 19 avril 2010    | 21 avril 2010       |
| Bektur Asanov           | 21 avril 2010    | 8 juillet 2011      |
| Shayir Ajimatov         | 14 mai 2010,     | Régence non reconnu |
| Illich Narmatov         | 15 mai 2010,     | Régence non reconnu |
| Azizbek Tursunbaev      | 8 juillet 2011   | 17 août 2012        |
| Jusubali Turomamats     | 17 août 2012     | 3 mars 2014         |
| Jusupbek Jeenbekov      | 3 mars 2014      | 12 août 2014        |
| Jumagul Egemberdieva    | 12 août 2014     | Septembre 2016      |
| Kyyanbek Satybaldiev    | Octobre 2016     | 23 janvier 2020     |
| Nurbolot Mirzakhmedov   | 23 janvier 2020  | 19 octobre 2020     |
| Absattar Syrgabaev      | 19 octobre 2020  | actuel              |

### Naryn
| Nom                         | de               | à                |
| --------------------------- | ---------------- | ---------------- |
| Kemel Ashiraliev            | 1992             | 1993             |
| Bolotbek Beishenbek         | 1993             | Septembre 1996   |
| Emilbek Uzakbaev            | 1996             | Décembre 1998    |
| Askar Salymbekov            | 31 décembre 1999 | 14 janvier 2005  |
| Shamshybek Medetbekov       | 19 janvier 2005  | Avril 2005       |
| Jyrgalbek Azylov (intérim)  | 13 avril 2005    | 27 juillet 2007  |
| Azhybek Kasmaliev           | 27 juillet 2007  | 11 janvier 2008  |
| Omurbek Suvanaliev          | 11 janvier 2008  | Novembre 2009    |
| Tynchtykbek Chekiev         | Novembre 2009    | 9 mars 2010      |
| Almazbek Akmataliev         | 9 mars 2010      | 7 avril 2010     |
| Adylbek Esenbekov (intérim) | 16 avril 2010    | 10 juillet 2010  |
| Turdubek Mambetov           | 10 juillet 2010  | 15 février 2011  |
| Kanatbek Muratbekov         | 15 février 2011  | 3 décembre 2013  |
| Amanbai Kaipov              | 3 décembre 2013  | 6 septembre 2019 |
| Emilbek Alymkulov           | 6 septembre 2019 | 6 octobre 2020   |
| Sabyrkul Ashimbaev          | 19 octobre 2020  | actuel           |

### Och
| Nom                    | de                | à                    |
| ---------------------- | ----------------- | -------------------- |
| Batyrali Sydykov       | 1992              | 1993                 |
| Sheraly Sydykov        | 1993              | 1995                 |
| Janysh Rustenbekov     | 1995              | 1996                 |
| Amangeldi Muraliev     | Juillet 1996      | 1999                 |
| Temirbek Akmataliev    | 1999              | 2000                 |
| Naken Kasiev           | 30 décembre 2001, | 19 janvier 2005      |
| Kubanychbek Djoldoshev | 28 janvier 2005   | Mars 2005            |
| Anvar Artykov          | 19 mars 2005      | 9 décembre 2005      |
| Adam Zakirov (intérim) | 9 décembre 2005   | 2006                 |
| Jantörö Satybaldiev    | Mai 2006          | 27 novembre 2007     |
| Aaly Karashev          | 27 novembre 2007  | Octobre 2009         |
| Mamasadyk Bakirov      | 27 novembre 2009  | 7 avril 2010         |
| Sooronbay Jeenbekov    | 16 avril 2010     | 13 mai 2010          |
| Aitmamat Kadyrbayev    | 13 mai 2010       | Régence non reconnu  |
| Sooronbay Jeenbekov    | Mai 2010          | 19 décembre 2015     |
| Taalaybek Sarybashov   | 10 décembre 2015  | 18 juillet 2018      |
| Uzarbek Jylkybaev      | 25 juillet 2018   | 7 août 2020          |
| Baish Yusupov          | 17 août 2020      | Octobre 2020         |
| Tologon Keldibayev     | 6 octobre 2020    | Régence non reconnue |
| Jarasul Abduraimov     | 19 octobre 2020   | 22 juillet 2021      |
| Ziyadin Zhamaldinov    | 22 juillet 2021   | actuel               |

### Talas
| Nom                    | de               | à                   |
| ---------------------- | ---------------- | ------------------- |
| Dastan Sarygulov       | 1992             | 1993                |
| Toichubek Kasymov      | 1993,            | 1996                |
| Tashkul Kereksizov     | 1996             | 1997                |
| Temirbek Akmataliev    | 1998             | 13 avril 1999       |
| Ismail Masaitov        | 14 avril 1999    | 1999                |
| Keneshbek Karachalov   | 6 décembre 1999  | Décembre 2002       |
| Iskenderbek Aliyev     | Décembre 2002    | Janvier 2006,       |
| Jusupbek Jeenbekov     | Janvier 2006,    | 19 décembre 2006    |
| Bayymbek Murataliev    | 20 décembre 2006 | 11 janvier 2008     |
| Beishenbek Bolotbekov  | 11 janvier 2008  | 7 avril 2010        |
| Sheraly Abdyldaev      | 6 avril 2010,    | Régence non reconnu |
| Koysun Kurmanalieva    | 14 avril 2010    | 6 avril 2015        |
| Bayyshbek Djumanazarov | 27 mai 2015      | Juin 2016           |
| Dair Kenekeyev         | Juin 2016        | 24 octobre 2017     |
| Marat Murataliyev      | 4 décembre 2017  | 6 octobre 2020      |
| Aibek Buzurmankulov    | 19 octobre 2020  | 6 mars 2021         |
| Bakytbek Narbekov      | 9 mars 2021      | actuel              |

### Tchouï
| Nom                       | de               | à                |
| ------------------------- | ---------------- | ---------------- |
| Apas Zhumagulov           | 1992             | 1993             |
| Felix Koulov              | Décembre 1993    | Avril 1997       |
| Kourmanbek Bakiev         | 1997             | 22 décembre 2000 |
| Toichubek Kasymov         | 30 décembre 2001 | 9 février 2004   |
| Azamat Kangeldiev         | 9 février 2004,  | 25 mars 2005     |
| Turgunbek Kulmurzaev      | 5 avril 2005     | 8 novembre 2006  |
| Kubanychbek Syydanov      | 13 novembre 2006 | Janvier 2009     |
| Bolotkan Kumarov          | 23 janvier 2009, | 7 avril 2010,    |
| Sagynbek Abdrakhmanov     | 7 avril 2010,    | 23 décembre 2010 |
| Aibek Azyrankulov         | 2010             | 2013             |
| Kubanychbek Kulmatov      | 7 août 2013      | Janvier 2014     |
| Kanatbek Isayev           | 20 février 2014  | 23 mai 2015      |
| Baktybek Kudaybergenov    | Juillet 2015     | 10 novembre 2017 |
| Ulan Karagulov            | 10 novembre 2017 | 25 mai 2018      |
| Tuigunaaly Abdraimov      | 26 mai 2018      | 11 juin 2019     |
| Altynbek Namazaliev       | 11 juin 2019     | 6 octobre 2020   |
| Azamat Musakeev (intérim) | 6 octobre 2020   | 15 octobre 2020  |
| Mirbek Miyarov            | 15 octobre 2020  | 10 mars 2021     |
| Erkin Tentishev           | 10 mars 2021     | actuel           |

### Yssyk-Köl
| Nom                            | de               | à                |
| ------------------------------ | ---------------- | ---------------- |
| Jumakul Saadanbekov            | Mars 1992        | 1996             |
| Toichubek Kasymov              | 1996             | 30 décembre 2001 |
| Jusupbek Sharipov              | 30 décembre 2001 | Avril 2002       |
| Emilbek Anapiaev               | 11 avril 2002    | 7 décembre 2003  |
| Tokon Shayliyeva               | 7 décembre 2003  | Mars 2005        |
| Ishenbai Moldotashev (intérim) | 28 mars 2005     | 18 avril 2005    |
| Esengul Omuraliyev             | 18 avril 2005    | 24 novembre 2005 |
| Kydykbek Isaev                 | 24 novembre 2005 | 7 avril 2010     |
| Mirbek Asankulov               | 7 avril 2010     | 20 janvier 2011  |
| Nurdin Abdyldayev              | 20 janvier 2011  | 4 août 2011      |
| Mirbek Asanakunov              | 4 août 2011      | Juin 2013        |
| Emilbek Kaptagayev             | Juin 2013        | Janvier 2016     |
| Askat Akibaev                  | Janvier 2016     | 17 mars 2017     |
| Uzarbek Jylkybaev              | Mars 2017        | 25 juillet 2018  |
| Akylbek Osmonaliev             | 1er août 2018    | 27 juillet 2020  |
| Balbak Tulobaev                | 27 juillet 2020  | 26 octobre 2020  |
| Elchibek Zhantaev              | 2 novembre 2020  | 11 mai 2021      |
| Mirbek Kozhoev                 | 11 mai 2021      | actuel           |

## Villes

### Bichkek
| Nom                              | de              | à                    |
| -------------------------------- | --------------- | -------------------- |
| Omurbek Abakirov                 | 1992            | 1993                 |
| Jumabek Ibraimov                 | Janvier 1993    | Janvier 1995         |
| Boris Silaev                     | 1995            | 1998                 |
| Felix Koulov                     | Avril 1998      | Avril 1999           |
| Medetbek Kerimkulov              | Avril 1999      | Mars 2005            |
| Ravshan Jenenbekov (intérim)     | 3 mars 2005     | 4 mars 2005          |
| Askar Salymbekov                 | 20 avril 2005   | 18 août 2005         |
| Arstanbek Nogoev                 | 18 août 2005    | 10 octobre 2007      |
| Daniyar Üsenov                   | 10 octobre 2007 | 7 juillet 2008       |
| Nariman Tüleyev                  | 7 juillet 2008  | 7 avril 2010         |
| Isa Omurkulov (intérim)          | 7 avril 2010    | 4 décembre 2013      |
| Kubanychbek Kulmatov             | 15 janvier 2014 | 9 février 2016       |
| Albek Ibraimov                   | 27 février 2016 | 19 juillet 2018      |
| Bakytbek Dyushembiyev (intérim)  | 24 juillet 2018 | 8 août 2018          |
| Aziz Surakmatov                  | 8 août 2018     | 20 octobre 2020      |
| Zhooshbek Koenaliev              | 6 octobre 2020  | Régence non reconnue |
| Almaz Baketaev                   | 6 octobre 2020  | Régence non reconnue |
| Nariman Tüleyev (intérim)        | 20 octobre 2020 | 28 octobre 2020      |
| Balbak Tulobaev (intérim)        | 28 octobre 2020 | 9 février 2021       |
| Ermek Nurgaziev (intérim)        | 9 février 2021  | 10 février 2021      |
| Baktybek Kudaibergenov (intérim) | 10 février 2021 | actuel               |

### Och
| Nom                          | de               | à                |
| ---------------------------- | ---------------- | ---------------- |
| Abdumanap Mamyrov            | 1991             | 1994             |
| Medetbek Kerimkulov          | 1994             | Mars 1995        |
| Mukanbek Alykulov            | Février 1995,    | Novembre 1996,   |
| J. Raimbekov                 | Novembre 1996    | Avril 1998       |
| Abdyzhapar Tagaev            | Avril 1998,      | 1999             |
| Jusupbek Sharipov            | 1999             | 30 décembre 2001 |
| Jantörö Satybaldiev          | 2001             | 10 novembre 2003 |
| Satybaldy Chyrmashev         | 18 novembre 2003 | 2005             |
| Mamasadyk Bakirov            | 2005             | 2005             |
| Jumadyl Isakov               | 2005             | Janvier 2009     |
| Melis Myrzakmatov            | Janvier 2009,    | 5 décembre 2013  |
| Alimjan Baygazakov (intérim) | 5 décembre 2013  | Janvier 2014     |
| Aitmamat Kadyrbaev           | Janvier 2014     | 3 juillet 2018   |
| Taalaybek Sarybashov         | 18 juillet 2018  | 6 octobre 2020   |